# Courtney Solomon

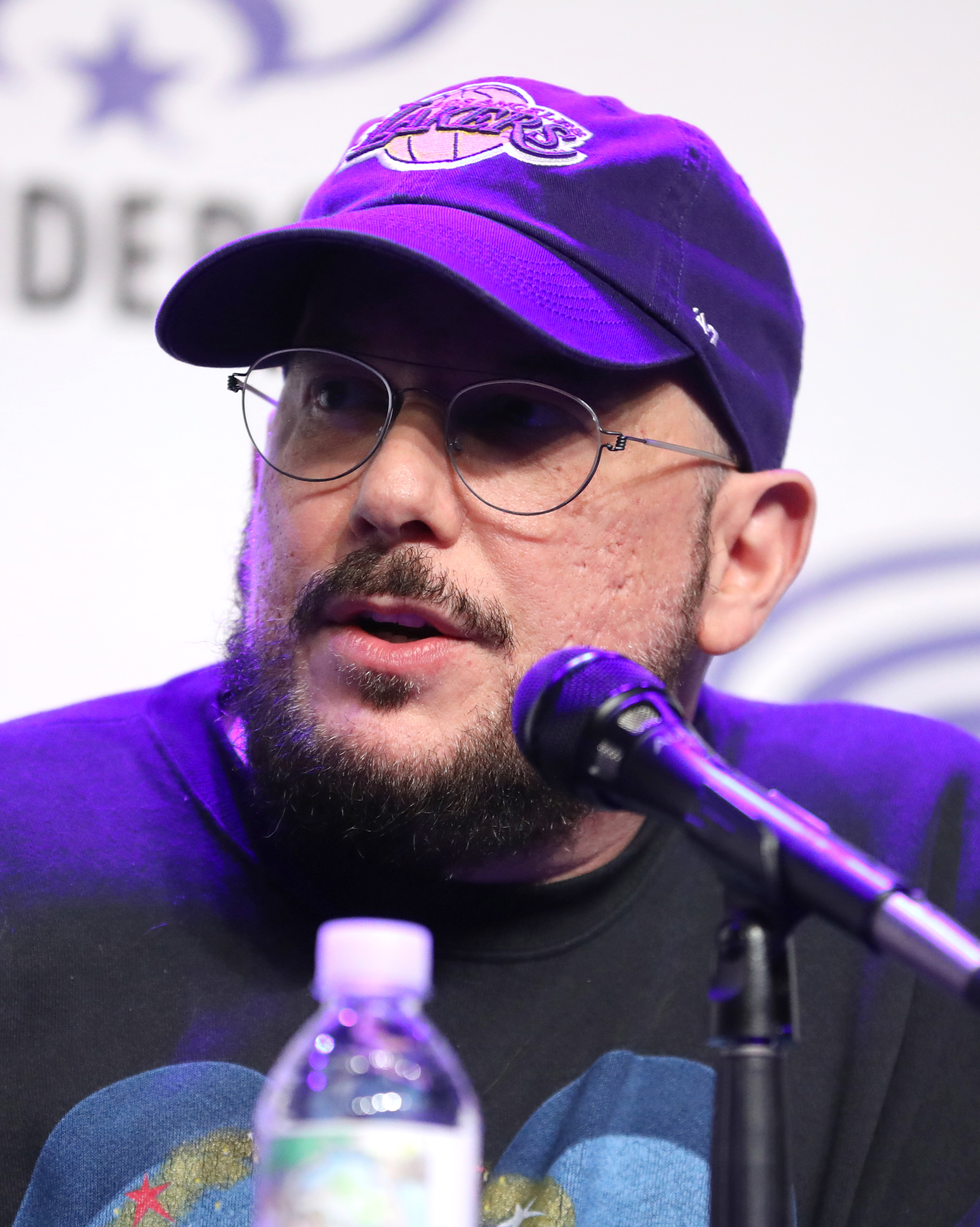
Courtney Solomon (2024)

Courtney Solomon (* 1. September 1971 in Toronto, Ontario, Kanada) ist ein kanadischer Filmproduzent und -regisseur.

## Leben
Der im Jahr 2000 veröffentlichte Fantasyfilm Dungeons & Dragons, basierend auf dem Rollenspiel Dungeons & Dragons, war das Regiedebüt von Salomon. Hierfür war er auch erstmals als Produzent tätig. An der 2005 erschienenen Fortsetzung Dungeons & Dragons – Die Macht der Elemente war er als ausführender Produzent beteiligt. Im gleichen Jahr inszenierte er mit dem Horrorthriller Der Fluch der Betsy Bell seinen zweiten Film. In den folgenden Jahren war er in erster Linie als Filmproduzent aktiv, Getaway aus dem Jahr 2013 war seine dritte Regiearbeit.

## Filmografie (Auswahl)
- 2000: Dungeons & Dragons
- 2005: Der Fluch der Betsy Bell (An American Haunting)
- 2010: Prowl
- 2011: The Task
- 2011: Husk – Join the Harvest (Husk)
- 2011: Seconds Apart
- 2011: 51
- 2012: Transit
- 2012: Dragon Eyes
- 2012: El Gringo
- 2012: The Philly Kid – Never Back Down (The Philly Kid)
- 2013: Getaway
- 2014: Cake
- 2015: Re-Kill
- 2016: Mr. Church
- 2016: The Comedian
- 2019: After Passion (After)
- 2022: After Ever Happy
- 2025: Red Sonja